# No's pot dir blat.....
No's pot dir blat..... (No es pot dir blat..., en català normatiu) és una comèdia bilingüe en un acte i en vers, original de Narcís Campmany, estrenada al teatre del Prat Català de Barcelona, i reposada al teatre Romea la nit del 2 de març de 1868.

## Repartiment de l'estrena
- Carmeta, dilla d'Ignasi, 19 anys: Balbina Pi
- Ignasi, 56 anys: Lleó Fontova
- Don Manuel, administradors d'una estació de ferrocarril, 28 anys: Josep Clucellas
- Jeroni, traficant en bestiar, 58 anys: Miquel Llimona
- Jepet, el seu fill, 24 anys: Francesc Puig
- Senyor Pere, dependent de Don Manuel, 85 anys: Ferran Puigguriguer
- Anton, pagès de la població, 44 anys: Joaquim Bigorria